# Lockheed Model 8 Sirius
Lockheed Model 8 Sirius là loại máy bay cánh quạt một động cơ được thiết kế và chế tạo bởi Jack Northrop và Gerard Vultee lúc họ đang là kỹ sư của Tập đoàn Lockheed năm 1929, theo yêu cầu của Charles Lindbergh. Hai phiên bản của bản thiết kế đơn giản được chế tạo cho Không Quân Hoa Kỳ, một loại phần lớn làm từ gỗ với bánh đáp cố định, loại còn lại có lớp vỏ kim loại với bánh đáp có thể thu vào, được đặt tên tương ứng là Y1C-25 và Y1C-23. Vai trò của cả hai là phương tiện giao thông tiện ích.

## Lịch sử
Có tổng cộng 15 máy bay Sirius được chế tạo từ năm 1929 đến năm 1930.
Máy bay Sirius đầu tiên và tốt nhất được biết đến đã được mua bởi Lindbergh với tên gọi NR-211, và đến năm 1931 đã được chỉnh sửa thành thủy phi cơ. Lindbergh và vợ của ông là Anne Morrow Lindbergh dùng nó để bay đến vùng Viễn Đông, nơi mà bà đã viết cuốn sách nói về trải nghiệm của chuyến bay, được đặt tên "North to the Orient". Chiếc máy bay đã bị hư hỏng tại Hán Khẩu (Trung Quốc), nó vô tình bị lật úp trong khi hạ cánh xuống tàu sân bay HMS Hermes, sau đó được đưa về Lockheed để sửa chữa.
Năm 1931, György Endresz và Sándor Magyar đã thực hiện thành công chuyến bay vượt Đại Tây Dương bằng một chiếc Lockheed Sirius 8A mang tên "Công lý cho Hungary" (Justice for Hungary).
Năm 1933, nhà Lindbergh nâng cấp máy bay Sirius của họ, thay động cơ mạnh mẽ hơn, thêm con quay hồi chuyển, và đồng hồ chân trời giả định. Lần này, lộ trình của họ sẽ vượt qua Bắc Đại Tây Dương, điểm đến không cụ thể, chủ yếu là để tiền trạm cho tuyến bay mới đầy tiềm năng của Pan Am. Trong lúc dừng ở trạm tiếp nhiên liệu tại Angmagssalik, Greenland, những Inuit (người bản địa, còn gọi là Eskimo) của vùng này đặt cho máy bay Sirius của họ một biệt hiệu là "Tingmissartoq" (người bay như chim). Họ tiếp tục bay và đáp tại Châu Âu, Nga, rồi về phía nam để đến Châu Phi, vượt Nam Đại Tây Dương đến Brazil, và trở lại bầu trời New York vào cuối năm 1933, vượt qua 30.000 dặm và 21 quốc gia; rất nhiều người chào đón họ lúc hạ cánh.
Máy bay của họ được trưng bày tại Bảo tàng Lịch sử Tự nhiên Hoa Kỳ ở New York đến năm 1955, khi quyền sở hữu được chuyển lại cho Bảo tàng Không quân Quốc gia Hoa Kỳ ở Dayton, Ohio. Máy bay được chuyển giao cho Viện Smithsonian năm 1959, và được trưng bày tại Bảo tàng Hàng không Quốc gia khi trụ sở đầu tiên được mở tại National Mall năm 1976.

## Biến thể

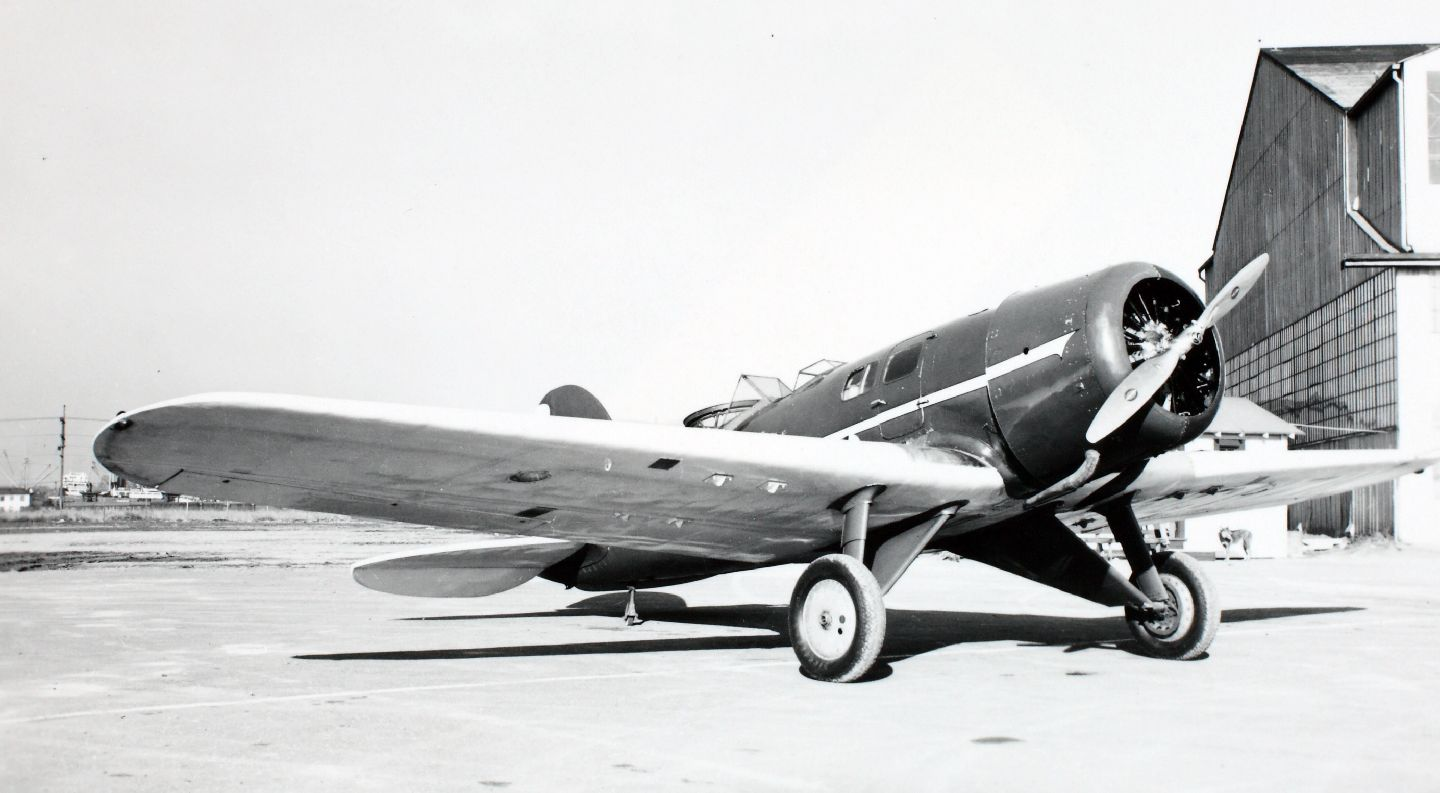
Chiếc Lockheed Sirius của Paul Mantz

Lockheed 8 SiriusLoại máy bay một động cơ, hai ghế ngồi, tầm bay lớn, hiệu quả cao; một chiếc được chế tạo cho Charles Lindbergh.
Sirius 8Phiên bản sản xuất đầu tiên, tương tự Lockheed 8 Sirius; chỉ có một chiếc.
Sirius 8ABề mặt đuôi được mở rộng hơn; 8 chiếc được sản xuất.
Sirius 8CPhiên bản 4 chỗ ngồi với một cabin kèm chứa 2 hành khách được đặt giữa động cơ và buồng lái của phi công; chỉ 1 chiếc được sản xuất.
DL-2Thân bằng kim loại và cánh bằng gỗ. Chỉ 1 chiếc được sản xuất bởi Tập đoàn máy bay Detroit.

## Quốc gia sử dụng
Tây Ban Nha
- Không quân Cộng hòa Tây Ban Nha[9]

## Tính năng kỹ chiến thuật (Model 188A)

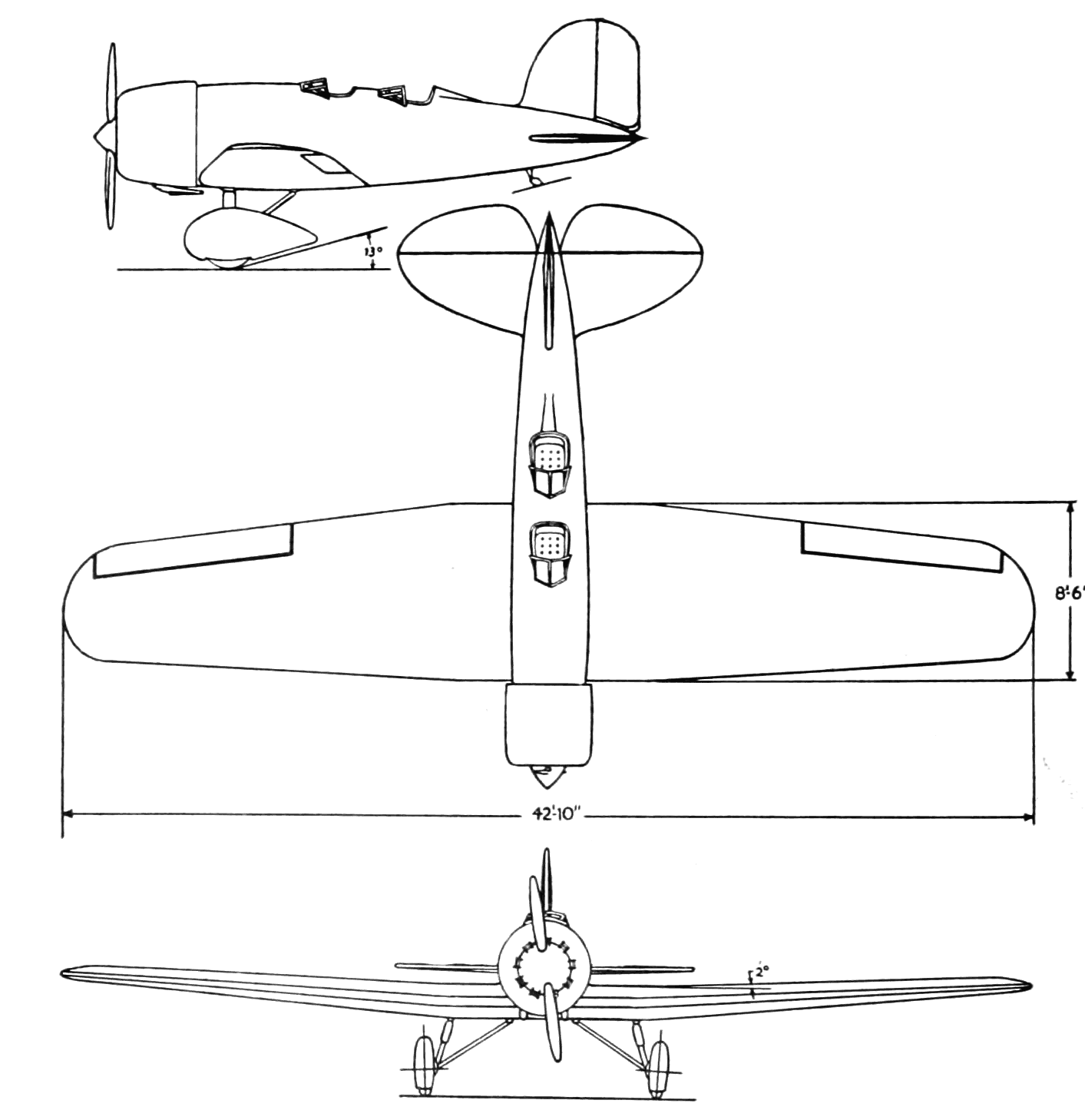
Lockheed 8 Sirius

Đặc điểm tổng quát
- Tổ lái: 2
- Chiều dài: 27 ft 1 in (8.26 m)
- Sải cánh: 42 ft 9 1⁄4 in (13.037 m)
- Chiều cao: 9 ft 3 in (2.82 m)
- Diện tích cánh: 294.1 sq ft (27.32 m2)
- Trọng lượng rỗng: 4,289 lb (1,945 kg)
- Trọng lượng có tải: 7,099 lb (3,220 kg)
- Động cơ: 1 × động cơ Pratt & Whitney Wasp, 450 hp (340 kW)

 Hiệu suất bay 
- Vận tốc cực đại: 185 mph (298 km/h; 161 kn) tại độ cao 12,000 ft (3,660 m)
- Vận tốc hành trình: 150 mph (241 km/h; 130 kn)
- Tầm bay: 975 dặm (847 nmi; 1,569 km)
- Trần bay: 26,100 ft (7,955 m)
- Vận tốc leo cao: 1,280 ft/phút (6.5 m/s)